# (702) Alauda
Alauda és l'asteroide número 702. Va ser descobert per l'astrònom Joseph Helffrich des de l'observatori de Heidelberg (Alemanya), el 16 de juliol de 1910. Té un diàmetre de 202 quilòmetres. La seva designació provisional era 1910 KQ.